# 克拉馬斯格倫 (加利福尼亞州)
克拉馬斯格倫（英語：Klamath Glen）是位於美國加利福尼亞州德爾諾特縣的一個非建制地區。該地的面積和人口皆未知。

## 地理
克拉馬斯格倫的座標為41°30′45″N 123°59′38″W / 41.51250°N 123.99389°W，而該地的平均海拔高度為14米（即46英尺）。